# Doshu
Dōshu (道主) é um título hereditário (literalmente "mestre do caminho") denotando o representante maior da organização Aikikai de aiquidô.

## Histórico
Quando o fundador do aikido, Morihei Ueshiba, morreu em 1969, seu filho Kisshomaru tornou-se o segundo Dōshu. Quando Kisshomaru morreu em 1999, Moriteru, seu filho (neto de Morihei), assumiu o papel.
Aikido Dōshu significa: Senhor da Doutrina do Aikido (líder do caminho), ou seja, o mestre dos mestres, é a mais elevada posição, na hierarquia do aikido. Entre os viventes não existe ninguém acima do Dōshu.
Até hoje, só três homens possuiram o título de Dōshu:
- Morihei Ueshiba, da fundação do aikido até 1969.
- Kisshomaru Ueshiba, de 1969 até 1999.[3]
- Moriteru Ueshiba, de 1999 até hoje.

Logo abaixo do Dōshu, na hierarquia da Aikikai, há os shihans, que são os mestres faixa preta acima do sexto grau.